# John Eustace
Pour les articles homonymes, voir Eustace.
John Mark Eustace, né le 3 novembre 1979 à Solihull, est un footballeur anglais reconverti comme entraîneur. Il joue entre 2008 et 2015 au poste de milieu de terrain avant de devenir entraîneur.

## Biographie
Transféré à Stoke City en 2003, John Eustace prolonge son contrat d'un an le 10 juillet 2007, mais il ne termine pas cette dernière saison. Le 31 janvier 2008, il est transféré à Watford où il signe un contrat de deux ans et demi. Bien que titulaire plus ou moins régulier dans sa nouvelle équipe, il est prêté le 9 mars 2009 à Derby County, qui est décimée par les blessures, jusqu'à la fin de la saison 2009-2010.
La saison suivante, il retrouve Watford où son nouvel entraîneur, Malcolm Mackay, lui accorde une confiance totale, mais, à la fin de cette saison, Eustace est sur le point de s'engager avec Leeds United quand, au dernier moment, décide de prolonger de deux ans chez les Hornets.